# 无胆甾原体目
 无胆甾原体目（学名：Acholeplasmatales）為柔膜菌纲的一个目。此科的模式属为无胆甾原体属(Acholeplasma)。

## 科
- 无胆甾原体科 Acholeplasmataceae Edward and Freundt, 1970